# Ingvild Snildal
Ingvild Snildal (née le 25 août 1988 à Asker) est une nageuse norvégienne, spécialiste du papillon.